# Красива Меча
Красива Меча (рос. Красивая Меча) — річка у Тульській і Липецькій областях, права притока Дону.

## Гідрографія
Довжина — 244 км, площа басейну — 6000 км². Протікає на сході Середньоросійської височини. Живлення снігове, також багато джерел. Замерзає зазвичай з кінця листопаду до початку квітня.
Річка протікає по території Тепло-Огаревського, Воловського, Кам'янського і Єфремовського районів Тульської області, Краснинського і Лебедянського районів Липецької області.

## Притоки (км від гирла)
- 24 км: річка Семенек[ru] (Сухий Семенек) (пр)
- 36 км: річка Птань[ru] (лв)
- 59 км: струмок Дубрава (пр)
- 105 км: річка Витемка[ru] (лв)
- 108 км: річка Голубки[ru] (лв)
- 115 км: річка Кобилінка[ru] (пр)
- 130 км: річка Уродовка (лв)
- 132 км: річка Любашевка[ru] (пр)
- 146 км: річка Семенек[ru] (пр)
- 184 км: річка Каменка[ru] (пр)
- 195 км: річка Турдей[ru] (лв)
- 221 км: річка Мутенка[ru] (лв)
- 233 км: річка Красива[ru] (пр)